# Isabel: A História Íntima da Escritora Isabel Allende
Isabel: A História Íntima da Escritora Isabel Allende é uma minissérie chilena de 2021 sobre a escritora Isabel Allende, criada por Jonathan Cuchacovich e estrelada por Daniela Ramírez.
Em Portugal, a série foi exibida na TVI em junho de 2022.

## Enredo
Isabel é uma mãe e esposa feliz, além de uma famosa jornalista feminista no Chile. Mas a ditadura militar chilena vai quebrar sua carreira e sua vida.

## Elenco
- Daniela Ramírez como Isabel Allende
- Néstor Cantillana como Miguel Frías
- Rodolfo Pulgar como Agustín Llona
- Paola Volpato como María Teresa Juárez
- Rosario Zamora como Francisca Llona

## Lançamento
A série estreou na televisão aberta em 3 de junho de 2021 no canal Mega. Enquanto para a América Latina e Espanha foi lançada em streaming no Amazon Prime Video em 4 de junho de 2021.

## Prêmios e indicações
| Ano  | Prêmio                  | Categoria                      | Resultado |
| ---- | ----------------------- | ------------------------------ | --------- |
| 2022 | Emmy Internacional 2022 | Melhor Telefilme ou Minissérie | Indicado  |